# Zapravo ljubav
Zapravo ljubav (eng. Love Actually) je britanska romantična komedija iz 2003. godine. U filmu je svoj redateljski debi imao i uspješni engleski scenarist Richard Curtis.

## Radnja
Film prikazuje nekoliko ljubavnih priča, čiji se glavni likovi tijekom filma međusobno isprepliću. Ispod slijede sažeci za svaku od tih priča, pri čemu su u svakom od njih poveznice na druge priče prigodno naglašene. Nadalje, potrebno je reći kako je radnja filma smještena pet tjedana prije Božića.

### Billy Mack i Joe
Billy Mack (Bill Nighy), ostarjela rock and roll legenda, uz pomoć svog pretilog menadžera Joea (Gregor Fischer), snima božićnu pjesmu po uzoru na hitu grupe The Troggs, "Love Is All Around". Billy 'promovira' svoj singl tijekom filma unatoč svojem iskrenom priznanju da je to "sranje od pjesme". Tijekom svoje turneje, Billy obećava da će izvesti pjesmu gol na televiziji ako ona postaje hit broj jedan. Billyjev singl uspijeva se probiti na ljestvice i postaje božićni hit. I uistinu, Billy ispunjava svoje obećanje i pojavljuje se na televiziji gol, samo s čizmama i strateški postavljenom gitarom. Umjesto proslave svoje pobjede na glamuroznim zabavama (od kojih je najpoznatija ona koju organizira Elton John, na koju je pozvan i koju nakratko posjećuje), vraća se u Joeov stan kako bi proslavio. Objašnjava da je Božić vrijeme u kojem se treba biti s ljudima koje voliš. Na kraju, Billy predlaže proslavu Božića pijankom i gledanjem pornića.

### Juliet, Peter i Mark
Juliet (Keira Knightley) i Peter (Chiwetel Ejiofor) imaju svečanu svadbu. Mark (Andrew Lincoln), kum i Peterov najbolji prijatelj, na privatnoj kameri snima svečanost i primanje. Nakon što se ispostavi da je službena snimka vjenčanja grozna, Juliet kontaktira Marka u nadi da će dobiti kopiju njegova materijala, unatoč činjenici da je on uvijek bio hladan prema njoj. Cijela njegova snimka je u krupnom planu s njom u glavnoj ulozi, nakon čega ona shvaća da je on zaljubljen u nju. Mark priznaje da je njegova hladnoća prema njoj "stvar samoodržanja". Kasnije, Mark se pojavljuje pred Julietinim vratima s CD playerom pretvarajući se da je pjevač božićnih pjesama. Iskorištava niz znakova kako bi prenio svoje prave osjećaje prema Juliet jer "na Božić se govori istina" i "za mene si savršena". Nakon priznanja, Juliet polazi za Markom kako bi ga poljubila i simpatično ga pogledala, prije povratka Peteru. Mark kaže sam sebi, "Dosta, dosta", govoreći si da je vrijeme da se krene dalje.

### Jamie i Aurélia
Jamie (Colin Firth), pisac, priprema se za Julietino i Peterovo vjenčanje. Jamiejeva djevojka (Sienna Guillory) odlučila je propustiti vjenčanje jer je bolesna, ali nakon što se Jamie vratio kući, shvaća da ga ona zapravo vara s njegovim bratom. Jamie se povlači na osamu  francuskog sela kako bi se posvetio pisanju. Ondje upoznaje kućepaziteljicu Auréliju (Lucia Moniz), koja govori samo portugalski. Jezičnoj barijeri unatoč, uspijevaju komunicirati. Ljubav se pojačava, a rastanak je tužan jer se Jamie vraća u  Englesku za Božić. Nakon toga Jamie upisuje tečaj portugalskog. Na Badnjak, odustaje od obiteljskog slavlja i odlazi u Marseille kako bi je zaprosio na nedavno naučenom portugalskom. Ona pristaje na engleskom koji je također nedavno naučila. U posljednjoj sceni ona se našali da joj je Jamie rekao da su mu prijatelji tako zgodni (Peter i Mark), vjerojatno bi odabrala drugačijeg Engleza.

### Harry, Karen i Mia
Harry (Alan Rickman) je direktor agencije za dizajn. Mia (Heike Makatsch) je njegova tajnica koja se njemu očigledno sviđa. Harryjeva nadolazeća kriza srednjih godina znači da on odobrava, bar privremeno, njezinu naklonost. Na kraju joj za Božić kupuje skupocjenu ogrlicu (iz draguljarnice u kojoj radi Rufus, kojeg glumi Rowan Atkinson). U međuvremenu, njegova supruga Karen (Emma Thompson) je dosta zaposlena pripremama za Božić: nosi se sa svojim bratom, premijerom Davidom (Hugh Grant), sa školskom predstavom u kojoj nastupaju njezina djeca i pomaže prijatelju Danielu (Liam Neeson) nakon smrti njegove žene. Karen pronalazi skupocjenu ogrlicu u džepu Harryjeva kaputa i sva sretna pretpostavi da je to iznenađenje za Božić za nju. Nakon što su se počeli otvarati darovi, Karen odlučuje otvoriti kutiju za koju pretpostavlja da je u njoj ogrlica. U kutiji je zapravo CD Joni Mitchell. Karen odmah zaključuje da je Harry vara, odlazi u spavaću sobu i emocionalno se slama prije odlaska na predstavu. Nakon predstave, Karen se posvađa s Harryjem, koji priznaje da je bio "klasična budala". Film završava s Karen i djecom kako dolaze pokupiti Harryja na aerodromskom terminalu što sugerira da su odlučili braku pružiti priliku, iako je stanje daleko od idealnog.

### David i Natalie
Nedavno izabrani premijer David (Hugh Grant) je mlad, zgodan i slobodan. Natalie (Martine McCutcheon) je dio catering osoblja koja mu redovito servira čaj i kolače. Čini se da nešto postoji između njih, ali sve ostaje samo na laganom flertu. Nakon posjete  američkog predsjednika (Billy Bob Thornton), njegov konzervativni nazor i odbijanje mijenjanja bilo kakve politike ostavlja britanske savjetnike u teškom položaju. Tek nakon što David ugleda kako predsjednik pokušava zavesti Natalie, stavlja se u obranu Britanije, navodeći britanske kvalitete kao što su Harry Potter i desna noga  Davida Beckhama. Na kraju sramoti predsjednika na konferenciji za novinare koju prenosi nacionalna televizija rekavši, referirajući se na SAD, da "prijatelj koji nas zlostavlja više nam nije prijatelj." Zabrinut da osjećaji za Natalie utječu na njegove političke odluke, David zamoli da je premjeste. Malo kasnije u filmu, dok pregledava hrpu božićnih čestitki, nailazi na jednu na kojoj piše "Zapravo sam vaša. S ljubavlju, Vaša Natalie." Ohrabren ovim, David je odlazi potražiti. Nakon kucanja na mnoga vrata, uključujući ona Mijina, David konačno pronalazi Natalie u domu njezine obitelji. U zamjenu za neko vrijeme s Natalie, David im ponudi vožnju na božićnu predstavu u lokalnoj školi (istu onu koju pohađaju njegovi nećaci). Dvoje gledaju predstavu iza kulisa, poljube se i na kraju otkrivaju publici nakon što se zastor digao tijekom velikog finala. Na aerodromu u posljednjoj sceni, Natalie se baca u Davidove ruke nakon njegova povratka s putovanja.

### Daniel, Sam i Joanna
Daniel (Liam Neeson) je upravo izgubio svoju ženu Joannu nakon duge bolesti. On i njegov posinak Sam (Thomas Sangster) ostavljeni su da se brinu za sebe. Daniel se mora nositi sa svojom iznenađujućom odgovornošću, kao i s evidentnim krajem svoga ljubavnog života ("To je odavno odlučeno", kaže on Samu, "osim ako, naravno, Claudia Schiffer ne nazove, a u tom slučaju te ne želim vidjeti u kući, kopile jedno."). Sam je također nesretan u vezi nečega i na kraju otkriva da je zaljubljen u djevojku pjevačicu iz svoje škole, koja se također zove Joanna (Olivia Olson), koja, preptostavlja on, ne zna da on postoji. Uz Danielovo ohrabrenje, Sam odlučuje postati bubnjar kako bi zadivio Joannu i počinje nastupati kao bubnjar za Joanninu izvedbu pjesme "All I Want For Christmas Is You" u školskoj božićnoj predstavi. Na žalost, Sam ne uspijeva otkriti svoje osjećaje pa on i Daniel moraju juriti za Joannom na aerodrom gdje njezina obitelj polazi natrag za Sjedinjene Države. Zahvaljujući drugom putniku koji prolazi kroz osiguranje na aerodromu (draguljar Rufus, kojeg glumi Rowan Atkinson), kao i službenicima koji gledaju goli nastup Billyja Macka, Sam se uspijeva prošuljati kako bi izrazio ljubav Joanni. U međuvremenu, tik prije Danielova i Samova naprasitog odlaska s predstave na aerodrom, Daniel nalijeće na drugog roditelja, Carol (koju glumi nitko drugi nego Claudia Schiffer). Isti trenutak počinju frcati iskre i, u posljednjoj sceni na terminalu, dok Sam čeka Joannin povratak iz Amerike, Daniel i Carol su tamo, ruku pod ruku.

### Sarah i Carl
Sarah (Laura Linney) se prvi put pojavljuje na Julietinu i Peterovu vjenčanju, sjedeći do Jamieja (Colin Firth). Njezina priča se ne otkriva sve dok ne sretne Karla (Rodrigo Santoro) koji, zajedno sa Sarah, radi u Harryjevoj agenciji za dizajn. Sarah je ne toliko potajno opsjednuta Karlom još otkad je počela raditi za agenciju. Harry je preklinje da rekne nešto Karlu jer je Božić, ai i Karl već zna. Nažalost, Sarah ima mentalno retardiranog brata koji je neprekidno zove na mobitel. Sarah osjeća odgovornost za brata i konstantno se žrtvuje za njega. Sarina šansa da vodi ljubav s Karlom dolazi na božićnoj zabavi tvrtke (koja se održava u Markovoj umjetničkoj galeriji), ali ona je propušta zbog brata. U njihovoj posljednjoj sceni on joj kaže "Sretan Božić" dok izlazi iz ureda (iako je očito da želi reći nešto više), a ona se rasplače i uzima telefon kako bi nazvala brata. Ali na Badnjak, ona otvara darove s bratom i grli ga s iskrenom privrženošću.

### Colin, Tony i mnoge žene
Colin Frissell (Kris Marshall), nakon nekoliko katastrofalnih pokušaja da zavede razne Engleskinje, uključujući Miu i dobavljačicu na Julietinu i Peterovu vjenčanju, kaže svom prijatelju Tonyju (Abdul Salis) da odlazi u Ameriku kako bi pronašao ljubav u  Milwaukeeju, Wisconsin. Njegova logika oko prelaska Atlantika temelji se na pretpostavci da su Sjedinjene Države pune prekrasnih žena koje će odmah pasti na njegov "slatki britanski naglasak". ("Ondje sam princ William... bez čudne obitelji.") U bizarnom nizu događaja, nakon slijetanja odlazi u obični američki bar u kojem se nalaze tri nevjerojatno atraktivne žene (Ivana Miličević, January Jones i Elisha Cuthbert) koje ga, nakon što su pale na njegov naglasak, pozivaju u svoj dom, točnije u svoj krevet. U posljednjoj sceni na aerodromu, on se vraća u Englesku s čarobnog putovanja u Wisconsin s jednom od svojih djevojaka, Harriet (Shannon Elizabeth), i jednom za iznenađenog Tonyja, Carlom (Denise Richards).

### Jack i Judy
Jack (Martin Freeman) i Judy (Joanna Page) rade kao zamjene glumaca na filmu za scene u spavaćoj sobi. Tony (Colinov prijatelj) je dio filmske ekipe i dijeli im upute kako da se kreću da srede rasvjetu. Unatoč njihovim napadnim seksualnim činovima i čestoj golotinji, čini se da njima to uopće nije problem, razgovaraju o politici i filmovima kao da se znaju godinama. Jack čak kaže Judy da "je lijepo da imam nekoga s kim mogu samo razgovarati." Dvoje se oprezno upuštaju u vezu, čak odlaze na božićnu predstavu u lokalnu školu. Na kraju scene na terminalu aerodroma, otkriva se da su se Jack i Judy zaručili.

## Glumci

### Glavni glumci
- Hugh Grant kao premijer David
- Martine McCutcheon kao Natalie
- Colin Firth kao Jamie Bennett
- Lúcia Moniz kao Aurélia
- Alan Rickman kao Harry
- Emma Thompson kao Karen
- Liam Neeson kao Daniel
- Keira Knightley kao Juliet
- Chiwetel Ejiofor kao Peter
- Andrew Lincoln kao Mark
- Laura Linney kao Sarah
- Rodrigo Santoro kao Karl
- Bill Nighy kao Billy Mack
- Gregor Fisher kao Joe
- Kris Marshall kao Colin
- Heike Makatsch kao Mia
- Martin Freeman kao Jack
- Joanna Page kao Judy
- Olivia Olson kao Joanna
- Thomas Sangster kao Sam

### Specijalna pojavljivanja
- Rowan Atkinson kao Rufus (prodavač nakita)
- Billy Bob Thornton kao američki predsjednik
- Claudia Schiffer - Carol (za njen jednominutni nastup, Claudia Schiffer je primila 200,000 funti)[1]
- Ant & Dec kao oni sami
- Jo Whiley kao ona sama na premijerovom radiju
- Michael Parkinson kao ona sama
- Lynden David Hall kao pjevač na vjenčanju Juliet i Petera

### Amerikanci
- Ivana Miličević kao Stacey
- January Jones kao Jeannie
- Elisha Cuthbert kao Carol-Anne
- Shannon Elizabeth kao Harriet
- Denise Richards kao Carla, Harrietina sestra

### Cameo uloge
- Jeanne Moreau kao žena koja čeka taksi na zrakoplovnoj luci u Marseilleu
- Ruby Turner kao majka Joanna Anderson

### Ostali glumci
- Nina Sosanya kao Annie
- Rory MacGregor kao inženjer
- Sienna Guillory kao Jamieva djevojka
- Lulu Popplewell kao Daisy
- Frank Moorey kao Terence
- Jill Freud kao Pat
- Tim Hatwell kao vikar
- Dan Fredenburgh kao Jamiev loši brat
- Julia Davis kao Nancy
- Abdul Salis kao Tony
- Helen Murton kao svećenik na pokopu
- Edward Hardwicke kao Samov djed
- Caroline John kao Samova baka
- Junior Simpson kao DJ na vjenčanju
- Brian Bovell kao DJ na radio Watfordu
- Marcus Brigstocke kao Mikey
- Wyllie Longmore kao Jeremy
- Helder Costa kao g. Barros (Aurelijin otac)
- Carla Vasconcelos kao Sofia Barros (Aurelijina sestra)
- Michael Fitzgerald kao Michael

## Nagrade i nominacije
Bill Nighy je 2004. osvojio nagradu BAFTA u kategoriji najbolje izvedbe sporednog glumca. Uz prethodno spomenutu osvojenu BAFTA-u, film je bio nominiran za istu nagradu u još dvije kategorije. 
Također, potrebno je napomenuti kako je film bio nominiran za nagradu Alexander Korda u kategorijama Najbolji britanski film i Najbolja izvedba sporedne glumice.
Naposljetku, vrijedne spomena su i dvije nominacije ostvarene za nagradu Zlatni globus u sljedećim kategorijama: Najbolji film - komedija ili mjuzikl i Najbolji scenarij.

## Vanjske poveznice
- Službeni stranice  Arhivirana inačica izvorne stranice od 4. svibnja 2010. (Wayback Machine)
- Zapravo ljubav u internetskoj bazi filmova IMDb-a
- Zapravo ljubav na Rotten Tomatoes
- New York Times-ov krtički osvrt na film
- BBC-ev izvještaj s premijere filma
- All Music Guide  Arhivirana inačica izvorne stranice od 22. ožujka 2021. (Wayback Machine)
- Box office filma Zapravo ljubav  Arhivirana inačica izvorne stranice od 19. srpnja 2014. (Wayback Machine)
- Craig Armstrong (Skladatelj glazbe iz filma Zapravo ljubav)  Arhivirana inačica izvorne stranice od 19. studenoga 2007. (Wayback Machine)
- Zapravo ljubav (themoviespoiler.com)  Arhivirana inačica izvorne stranice od 18. prosinca 2007. (Wayback Machine)